# Цхемна
Цхемна (груз. ცხემნა) — село в Грузії.
За даними перепису населення 2014 року в селі проживає 156 осіб.